# تييري كونت فلاندرز
تيودوريك/تييري، كونت فلاندرز (حوالي. 1099 - 17 يناير 1168) والمعروف أيضا بـ تييري دي الألزاس، كان كونت فلاندرز الخامس عشر منذ عام 1128 حتى وفاته، هو ابن تيودريك الثاني، دوق لورين وجيرترود من فلاندرز ابنة روبرت الأول، كونت فلاندرز، شارك في العديد من حملات على بلاد الشام وأفريقيا بما في ذلك الحملة الصليبية الثانية وأيضا  شارك في حصار مدينة شيزار السورية الذين فشلوا في اقتحامها بين عامي 1157-1158، وأيضا شارك في غزو مصر في 1164.
في 1127 بعد مقتل ابن خالته شارل الطيب، ادعى تييري الكونتية ولكن لويس السادس ملك فرنسا عُين ويليام كليتو حفيد بالدوين الخامس، ومع ذلك معظم المدن الكونتية أيدته بما في ذلك بروج وغنت وليل وسان أومير، وأيضا أيده هنري الأول ملك إنجلترا عم ويليام، ولكن مع حصار مدينة ألست من قبل ويليام ولويس السادس وغودفري الأول، كونت لوفان وكانوا على وشك أخذ المدينة إلا أن وجدوا ويليام مُقْتولاً في 27 يوليو 1128 مما ترك المكان شاغراً لـ تييري لوحده، تييري وضع حكومته في غنت واعترفت به جميع المدن الفلمنكية، وأيضا قدم الملك هنري الولاء له، وأقسم تييري الولاء لـ لويس السادس بعد 1132 من أجل الحصول على الدعم ضد بالدوين الرابع، كونت هينو الذي ادعى الكونتية هو الأخر (ينتسب بالدوين إلى خط الذكور من كونتات فلاندرز الأوائل).
توفي تييري في 17 يناير 1168 وخلفه ابنه البكر من زوجته الثانية فيليب الأول.